# 斯多羅瓦亞魯加
50°23′10″N 35°19′19″E / 50.38611°N 35.32194°E
斯多羅瓦-亞魯哈（烏克蘭語：Сидорова Яруга）是位於烏克蘭東北部的村莊，由蘇梅州奥赫蒂尔卡区的大皮薩里夫卡市鎮負責管轄。該村處於沃爾斯克拉河畔，分別距離維利涅1公里和多布良西克1.5公里，海拔高度118米，2001年人口508。